# Пиллер, Марина
Марина Пиллер (итал. Marina Piller, род. 17 ноября 1984 года, Тольмеццо, Италия) — итальянская лыжница, участница Олимпийских игр в Сочи. Специализируется в дистанционных гонках.
В Кубке мира Пиллер дебютировала 14 января 2006 года, в феврале 2007 года впервые попала в десятку лучших на этапе Кубка мира, в эстафете. Всего на сегодняшний момент имеет 4 попадания в десятку лучших на этапах Кубка мира, 3 в командных соревнованиях и 1 в личных гонках. Лучшим достижением Пиллер в общем итоговом зачёте Кубка мира является 66-е место в сезоне 2012-13.
На Олимпийских играх 2014 года в Сочи заняла 16-е место в скиатлоне, 31-е место в гонке на 10 км классическим стилем, 8-е место в эстафете и 25-е место в масс-старте на 30 км.
За свою карьеру принимала участие в одном чемпионате мира, на чемпионате мира 2013 года была 5-й в командном спринте, 20-й в гонке на 10 км свободным стилем и 8-й в эстафете.
Использует лыжи производства фирмы Fischer, ботинки и крепления Salomon.